# Krzysztof Magallanes Jara i 24 towarzyszy
Krzysztof Magallanes Jara i 24 towarzyszy – grupa 22 kapłanów i 3 świeckich ofiar prześladowań Kościoła katolickiego i wiary katolickiej zapoczątkowanych w okresie rewolucji meksykańskiej, beatyfikowanych 22 listopada 1992 i kanonizowanych przez papieża Jana Pawła II 21 maja 2000 roku na placu Świętego Piotra w Watykanie.

## Tło historyczne
Przybyciu Europejczyków towarzyszyło uwięzienie Montezumy, stłumienie powstania i zniszczenie Tenochtitlán, a podbite przez Corteza państwo Azteków zostało skolonizowane w całości do 1926 roku. Bogactwa naturalne zadecydowały o uprzywilejowanej pozycji kraju wśród hiszpańskich kolonii. Wyznawcy miejscowych religii praktykowali ofiary z ludzi i kanibalizm. Ewangelizację Meksyku zapoczątkowała grupa franciszkanów w 1524 roku. Działalność określanych mianem „dwunastu apostołów” zakonników franciszkańskich sankcjonowała bulla papieża Adriana VI „Omnimoda” i brewe „Exponi Nobis” z 10 maja 1522 roku. W działania misyjne włączyli się dominikanie, augustianie i jezuici. Elementami dzieła było nie tylko zakładanie indiańskich parafii tak zwanych doktryn, ale także placówek oświatowych, szpitali, systemów nawadniających, kas samopomocy i inkulturyzacja polegająca na asymilacji z kulturą tubylców, obejmująca prace antropologiczne, językoznawcze i publikacjach dwujęzycznych i obrazkowych katechizmów. Wpływ na chrystianizację Meksyku, po pierwszych nawróceniach odnotowanych w 1524 roku, miało objawienie jakiego doświadczył 9 grudnia 1531 roku Jan Dydak i kroki podjęte przez biskupa Juana de Zumárragę w związku z kultem Matki Bożej z Guadalupe. Rozwój sztuki – architektury, malarstwa i rzeźbiarstwa, w głównej mierze sakralnego, tańca i teatru, związany był z ewangelizacją i wpływał na rozwój chrześcijaństwa. Etapami wyznaczającymi poziom rozwoju Kościoła były odbywające się od 1551 roku sobory meksykańskie (synody plenarne). Postępy Ewangelizacji Nowego Świata i obrona ludzkiej godności Indian absorbowała uwagę papieży, czego przejawem były: wydana 2 lipca 1537 roku przez Pawła III bulla „Sublimis Deus”, w której papież bronił prawa Indian do wolności i posiadania dóbr, a także uznanie przez Grzegorza XVI 5 grudnia 1836 roku niepodległości Meksyku i obrona kapłanów przed prześladowaniami w mowie wygłoszonej 15 grudnia 1856 roku przez Piusa IX.
Na czele pierwszego powstania niepodległościowego, walczących o równouprawnienie Kreolów, w 1810 roku stanął ksiądz Miguel Hidalgo y Costilla (rozstrzelany 30 lipca 1811 roku). Pierwszą liberalną konstytucję podpisał w 1812 roku Ferdynand VII Hiszpański. Kolejnym działaczem tego okresu, był w latach 1811–1815 proboszcz z Carácuaro José María Morelos (rozstrzelany 22 grudnia 1815 roku). Doprowadził on do zjazdu Kongresu Narodowego, który uchwalił podstawowe założenia przyszłego ustroju państwa. Zgodnie z tzw. Planem Iguala, 2 marca 1821 roku w Iguala zawarto porozumienie na których miał się oprzeć niepodległy Meksyk gwarantujące pozycję Kościoła, równane prawa dla obywateli i niepodległość. Po proklamowaniu w 1821 roku niepodległości nastąpiła marginalizacja Kościoła, sekularyzacja, a za liberalnymi reformami poszło wydalenie biskupów katolickich i prześladowania duchowieństwa polegające na więzieniu i zabijaniu kapłanów. Kolejne rządy na przemian intensyfikowały bądź osłabiały represyjną politykę państwa wobec Kościoła.
Problemy ustrojowe Meksyku stały się katalizatorem konfliktu społecznego i zarzewiem rewolucji, której ofiarą padli wyznawcy katolicyzmu. Prześladowania które dotknęły Kościół nie były wynikiem działań Pancho Villi czy Emiliano Zapaty, a wpływu ideologów liberalnych, którzy za cel postawili sobie „odkatolicyzowanie” kraju. Rząd Meksyku, kierowany przez Plutarco Elías Callesa wprowadził antyreligijne ustawodawstwo i dokonał próby dokonania schizmy przez powołanie Kościoła narodowego. W okresie eskalacji prześladowań Kościoła katolickiego w Meksyku w wyniku zamachów bombowych niszczono i profanowano świątynie, siedziby biskupie, zamykano seminaria i szkoły katolickie, zakazywano posługi, a w 1926 roku wprowadzono zakaz kultu publicznego w kościołach. Wydarzenia te i fala represji wywołały oburzenie katolików, którzy w celu uchylenia antykościelnych zmian w konstytucji powołali Krajową Ligę Obrony Wolności Religijnej (hiszp.) Liga Nacional para la Defensa de la Libertad Religiosa. W odwecie zaostrzono przepisy zmuszając księży do rejestracji w urzędach, wydalając misjonarzy, aresztując „niepokornych” i doprowadzając do likwidacji katolickich placówek oświatowych. 18 listopada 1926 roku Pius XI ogłosił encyklikę o tragicznej sytuacji religii katolickiej w Meksyku. Do ofiar tego okresu należał także beatyfikowany przez Jana Pawła II 25 września 1988 roku Michał Augustyn Pro, Eliasz od Pomocy Najświętszej Marii Panny Nieves Castillo beatyfikowany przez Jana Pawła II 12 października 1997 roku, a także grupa beatyfikowanych przez Benedykta XVI 20 listopada 2005 roku Trzynastu męczenników meksykańskich.

## Geneza męczeństwa
Żaden z tej grupy katolików nie był zaangażowany politycznie i nie popierał, tak jak i Episkopat Meksyku powstania Cristero, natomiast wyróżniali się głęboką religijnością przejawiającą się pobożnością eucharystyczną i miłością do Matki Bożej z Guadalupe, a także zaangażowanie społecznym w działania na rzecz polepszenia warunków życia meksykańskiego ludu. Duchowni spełniali swoje obowiązki realizując powołanie przez posługę kapłańską wbrew zakazowi władz odpowiadając na działania świeckiego ruchu „Ligi Obrony Wolności Religijnej”, zaś laicy współpracowali ze swoimi duszpasterzami dochowują wierności katolickiej tradycji, wspólnotom kościelnym i Jezusowi Chrystusowi – aktywnie stając w obronie Kościoła. Padli ofiarą samowoli, gdyż ich śmierć nie była oficjalnie wynikiem działań organów państwowych, nie zapadł żaden wyrok, ani też nie żaden nie został odczytany. Ich śmierci często poprzedzonej torturami towarzyszyło znieważanie. Grupa męczenników uznana została za ofiary nienawiści do wiary (łac.) odium fidei.

## Lista męczenników
| Imię (imię oryginalne)   | Nazwisko                | Data urodzenia      | Data śmierci         | Diecezja                      | Stan           |
| ------------------------ | ----------------------- | ------------------- | -------------------- | ----------------------------- | -------------- |
| Augustyn (Agustín)       | Caloca Cortés           | 5 maja 1898         | 25 maja 1927         | Diecezja Guadalajara          | prezbiter      |
| Józef María (José María) | Robles Hurtado          | 3 maja 1888         | 26 czerwca 1927      | Diecezja Guadalajara          | prezbiter      |
| Dawid (David)            | Galván Bermúdez         | 29 stycznia 1881    | 30 stycznia 1915     | Diecezja Guadalajara          | prezbiter      |
| Krzysztof (Cristóbal)    | Magallanes Jara         | 30 lipca 1869       | 25 maja 1927         | Diecezja Guadalajara          | prezbiter      |
| Justyn (Justino)         | Orona Madrigal          | 14 kwietnia 1877    | 1 lipca 1928         | Diecezja Guadalajara          | prezbiter      |
| Atilano                  | Cruz Alvarado           | 5 października 1901 | 1 lipca 1928         | Diecezja Guadalajara          | prezbiter      |
| Roman (Román)            | Adame Rosales           | 27 lutego 1859      | 21 kwietnia 1927     | Diecezja Guadalajara          | prezbiter      |
| Juliusz (Julio)          | Álvarez Mendoza         | 12 grudnia 1866     | 30 marca 1927        | Diecezja Guadalajara          | prezbiter      |
| Piotr (Pedro)            | Esqueda Ramírez         | 29 kwietnia 1887    | 22 listopada 1927    | Diecezja Guadalajara          | prezbiter      |
| Rodryg (Rodrigo)         | Aguilar Alemán          | 13 marca 1875       | 28 października 1927 | Diecezja Guadalajara          | prezbiter      |
| Trankwilin (Tranquilino) | Ubiarco Robles          | 8 lipca 1899        | 5 października 1928  | Diecezja Guadalajara          | prezbiter      |
| January (Jenaro)         | Sánchez Delgadillo      | 19 września 1876    | 17 stycznia 1927     | Diecezja Guadalajara          | prezbiter      |
| Józef (José)             | Izabel Flores Varela    | 28 listopada 1866   | 21 czerwca 1927      | Diecezja Guadalajara          | prezbiter      |
| Saba (Sabas)             | Reyes Salazar           | 5 grudnia 1883      | 13 kwietnia 1927     | Diecezja Guadalajara          | prezbiter      |
| Turybiusz (Toribio)      | Romo González           | 16 kwietnia 1900    | 25 lutego 1928       | Diecezja Guadalajara          | prezbiter      |
| Ludwik (Luis)            | Batiz Sáinz             | 13 września 1870    | 15 sierpnia 1926     | Diecezja Durango              | prezbiter      |
| Emanuel (Manuel)         | Morales                 | 8 lutego 1898       | 15 sierpnia 1926     | Diecezja Durango              | wierny świecki |
| Salwator (Salvador)      | Lara Puente             | 13 sierpnia 1905    | 15 sierpnia 1926     | Diecezja Durango              | wierny świecki |
| Dawid (David)            | Roldán Lara             | 2 marca 1907        | 15 sierpnia 1926     | Diecezja Durango              | wierny świecki |
| Mateusz (Mateo)          | Correa Megallanes       | 23 lipca 1866       | 6 lutego 1927        | Diecezja Durango              | prezbiter      |
| Michał (Miguel)          | de la Mora y de la Mora | 19 czerwca 1878     | 7 sierpnia 1927      | Diecezja Colima               | prezbiter      |
| Dawid (David)            | Uribe Velasco           | 29 grudnia 1889     | 12 czerwca 1927      | Diecezja Chilpancingo-Chilapa | prezbiter      |
| Margarito                | Flores García           | 22 lutego 1899      | 12 listopada 1927    | Diecezja Chilpancingo-Chilapa | prezbiter      |
| Jezus (Jesús)            | Méndez Montoya          | 10 czerwca 1880     | 5 lutego 1928        | Archidiecezja Morelia         | prezbiter      |
| Piotr (Petrus)           | Maldonado Lucero        | 15 czerwca 1892     | 11 lutego 1937       | Archidiecezja Chihuahua       | prezbiter      |

## Beatyfikacja i kanonizacja
Po procesie informacyjnym na etapie lokalnych diecezji, który toczył się w latach 1933–1988 w odniesieniu do męczenników okresu prześladowań Kościoła katolickiego w Meksyku, 22 listopada 1992 roku w watykańskiej bazylice św. Piotra beatyfikacji, a 21 maja 2000 roku kanonizacji na placu Świętego Piotra dokonał papież Jan Paweł II. W czasie kanonizacyjnej mszy świętej papież Jan Paweł II w swojej homilii o wyniesionych na ołtarze meksykanach powiedział:

Wszyscy dobrowolnie i spokojnie przyjęli męczeństwo jako świadectwo swej wiary, publicznie przebaczając swoim prześladowcom.

## Dzień pamięci
Dniem w którym w Kościele katolickim grupa jest wspominana od kanonizacji, decyzją Jana Pawła II jest 21 maja.